# Uddevallapartiet
Uddevallapartiet (UddP) är ett lokalt politiskt parti i Uddevalla kommun. 

## Historik
Partiet bildades inför valet 2006 av den tidigare KD-politikern Hans Jonasson.
Tidigare kunde Uddevallapartiet tolkas som ett missnöjesparti där personer som inte kände sig hemma i de etablerade partierna återfanns. Partiet hade kvasten som symbol och gick för första gången till val 2006 med devisen att "När andra vill sopa under mattan vill vi sopa rent" vilket 2010 ändrades till "När andra velat sopa under mattan Har vi sopat rent". I kommunalvalet 2006 fick de sex mandat i kommunfullmäktige. Partiet deltog även i valet den 19 september 2010 och backade då till två mandat av 61 i fullmäktige.
Den 8 december 2010 ingick Uddevallapartiet en oväntad valteknisk samverkan med Sverigedemokraterna vilket fick till följd att flera politiker lämnade partiet.
Den 2 juni 2014 skedde en total omstart av partiet, och namnet Nya Uddevallapartiet började användas för att markera den nya eran. Det var bara en handfull medlemmar kvar sedan tidigare, och dessa utökades kraftigt och bara en månad efter omstarten hade partiet 26 namn på nomineringslistan och 32 medlemmar. En stor del av dessa var politiker som hittat dit från andra partier men flera nytillskott innehade också poster i näringslivet.".
Idag är Nya Uddevallapartiet ett mittenparti. Man vill verka för Uddevallabornas bästa, säkra upp en ansvarsfull hantering av skattemedel och medborgare. De stora frågorna handlar om vård och omsorg, utbildning, centrumutveckling och företagande.".
Partiledare för partiet är Ann-Charlott Gustafsson, tidigare moderat.
I och med omstarten av partiet fick man 7,81 % av rösterna i kommunalvalet. Detta gjorde att man fick fem mandat av kommunens 61 och detta gav en ordinarie plats i kommunstyrelsen.

## Valresultat
| År   | Röster | %     | Mandat  |
| ---- | ------ | ----- | ------- |
| 2006 | 2 469  | 8,12  | 6 av 61 |
| 2010 | 1 105  | 3,36  | 2 av 61 |
| 2014 | 2 687  | 7,81  | 5 av 61 |
| 2018 | 4 516  | 12,50 | 8 av 61 |
| 2022 | 3 637  | 10,30 | 7 av 61 |